# Mistrzostwa Świata w Piłce Nożnej 2022 (eliminacje strefy CONCACAF)
Eliminacje do Mistrzostw Świata w Piłce Nożnej 2022 w strefie CONCACAF, które odbędą się w Katarze.

## Format

### Format oryginalny
CONCACAF postanowił całkowicie zmienić format eliminacji na Mistrzostwa Świata. Podzielił eliminacje na dwie niezależne od siebie fazy. Sześć najwyżej rozstawionych w rankingu FIFA drużyn trafiło do grupy dającej bezpośredni awans. Pozostałe zespoły musiały przejść inną ścieżkę eliminacyjną.
- Grupa dla najwyżej rozstawionych drużyn: Sześć najwyżej rozstawionych zespołów utworzyło jedną grupę. Każda drużyna miała rozegrać z każdą mecz i rewanż (u siebie i na wyjeździe). Po rozegraniu 10 meczów tworzyła się końcowa tabela. Pierwsze trzy miejsca dawały bezpośredni awans na Mundial, czwarte zaś pozwalało wystartować w rundzie play-off.
- Ścieżka dla pozostałych drużyn: Ta ścieżka składa się z kilku rund. W pierwszej zespoły zostały podzielone na 8 grup: pięć czterozespołowych i trzy trzyzespołowe. Zwycięzcy grup przechodzili do drugiej rundy. Tam utworzono drabinkę, zaczynając od ćwierćfinałów. Zwycięzcy awansowali do półfinałów, a potem do finału. Tryumfator meczu finałowego kwalifikował się do rundy play-off.
- Runda play-off: Runda play-off to dwumecz pomiędzy czwartym zespołem grupy dla najwyżej rozstawionych a ostatecznym zwycięzcą ścieżki dla pozostałych. Zwycięzca tej rundy kwalifikował się do baraży interkontynentalnych.

Ostatecznie CONCACAF zrezygnował z tego formatu ze względu na brak wolnych terminów na rozegranie odpowiedniej liczby spotkań, co zostało spowodowane pandemią COVID-19.

#### Krytyka
Format ten został skrytykowany przez ekspertów i media środowiska piłkarskiego. Federacji zarzucano, że tylko sześć zespołów ma szansę na bezpośredni awans. Pozostałe drużyny mogły jedynie zakwalifikować się poprzez baraże interkontynentalne, co znacznie utrudniało zadanie reprezentacjom słabszym i mniej rozwiniętym. Ponadto o rozstawieniu drużyn miał decydować ranking FIFA, który od lat budzi wątpliwości odnośnie do realnego odzwierciedlenia poziomu piłkarskiego poszczególnych drużyn.

### Nowy format
Ostatecznie CONCACAF zmienił format rozgrywki ze względu na pandemię COVID-19. Nowy format składa się z trzech rund. W przeciwieństwie do poprzedniego, każdy zespół ma tu szansę na bezpośredni awans. 
- Pierwsza runda: Wszystkie drużyny, z wyjątkiem pięciu najwyżej rozstawionych w rankingu FIFA (Meksyk, Stany Zjednoczone, Kostaryka, Honduras i Jamajka), zostały podzielone na sześć grup po pięć zespołów. Każda rozegra jeden mecz (u siebie lub na wyjeździe, nie dwumecz) z każdą reprezentacją. Zwycięzcy grup kwalifikują się do rundy drugiej.
- Druga runda: Zwycięzcy poszczególnych grup zagrają ze sobą dwumecz. Zespół z pierwszego miejsca w grupie A zagra z tryumfatorem grupy F, B z E, a C z D. Wygrani dwumeczów awansują do rundy finałowej.
- Runda finałowa: W rundzie finałowej zagra pięć najwyżej rozstawionych drużyn oraz trzej zwycięzcy drugiej rundy. Utworzą oni jedną grupę ośmiozespołową. Reprezentacje, które zajmą pierwsze trzy miejsca, kwalifikują się bezpośrednio na Mundial. Czwarty zespół zagra w barażach interkontynentalnych.

## Rozstawienie
5 najwyżej rozstawionych drużyn rankingu FIFA z lipca 2020 rozpocznie eliminacje od rundy finałowej. Pozostałe zagrają od pierwszej rundy.
| Miejsca 1-5 Zespoły zaczynają od rundy finałowej.                  | Miejsce 6-35 Zespoły zaczynają od pierwszej rundy. | Miejsce 6-35 Zespoły zaczynają od pierwszej rundy. |
| ------------------------------------------------------------------ | --- | --- |
| 1. Meksyk 2. Stany Zjednoczone 3. Kostaryka 4. Honduras 5. Jamajka | 1. Salwador 2. Kanada 3. Curaçao 4. Panama 5. Haiti 6. Trynidad i Tobago 7. Antigua i Barbuda 8. Gwatemala 9. Saint Kitts i Nevis 10. Surinam 11. Nikaragua 12. Dominikana 13. Grenada 14. Barbados 15. Gujana | 1. Saint Vincent i Grenadyny 2. Bermudy 3. Belize 4. Saint Lucia 5. Portoryko 6. Kuba 7. Montserrat 8. Dominika 9. Kajmany 10. Bahamy 11. Aruba 12. Turks i Caicos 13. Wyspy Dziewicze Stanów Zjednoczonych 14. Brytyjskie Wyspy Dziewicze 15. Anguilla |

## Terminarz
Początkowo CONCACAF planował rozpoczęcie eliminacji w październiku 2020. Podczas każdego okienka reprezentacyjnego zespoły rozgrywałyby dwa mecze. Jednak ze względu na pandemię COVID-19, musiał opóźnić start rozgrywek i przenieść go na marzec. W rezultacie podczas późniejszych okienek zespoły będą zmuszone rozegrać nawet cztery mecze. 
| Runda          | Faza      | Termin           |
| -------------- | --------- | ---------------- |
| Pierwsza runda | Okienko 1 | 24-30 marca 2021 |
| Pierwsza runda | Okienko 2 | 2-8 czerwca 2021 |

| Runda       | Faza           | Termin          |
| ----------- | -------------- | --------------- |
| Druga runda | Pierwsze mecze | 12 czerwca 2021 |
| Druga runda | Rewanże        | 15 czerwca 2021 |

| Runda          | Nr kolejki | Termin               |
| -------------- | ---------- | -------------------- |
| Runda finałowa | 1.         | 2 września 2021      |
| Runda finałowa | 2.         | 5 września 2021      |
| Runda finałowa | 3.         | 8 września 2021      |
| Runda finałowa | 4.         | 7 października 2021  |
| Runda finałowa | 5.         | 10 października 2021 |
| Runda finałowa | 6.         | 13 października 2021 |
| Runda finałowa | 7.         | 12 listopada 2021    |
| Runda finałowa | 8.         | 16 listopada 2021    |
| Runda finałowa | 9.         | 27 stycznia 2022     |
| Runda finałowa | 10.        | 30 stycznia 2022     |
| Runda finałowa | 11.        | 2 lutego 2022        |
| Runda finałowa | 12.        | 24 marca 2022        |
| Runda finałowa | 13.        | 27 marca 2022        |
| Runda finałowa | 14.        | 30 marca 2022        |

## Pierwsza runda
W pierwszej rundzie 30 najniżej rozstawionych zespołów zostało podzielonych na 6 grup po 5 drużyn. Każda rozegrała z każdą jeden mecz (u siebie lub na wyjeździe). Zwycięzcy wszystkich grup awansowały do drugiej rundy.

### Losowanie
Losowanie odbyło się 19 sierpnia 2020 w siedzibie FIFA w Zurychu. Podział na koszyki odbył się ze względu na miejsce w rankingu FIFA. 
| Koszyk 1                                                                                                | Koszyk 2 | Koszyk 3 | Koszyk 4 | Koszyk 5 |
| --- | --- | --- | --- | --- |
| 1. Salwador (69) 2. Kanada (73) 3. Curaçao (80) 4. Panama (81) 5. Haiti (86) 6. Trynidad i Tobago (105) | 1. Antigua i Barbuda (126) 2. Gwatemala (130) 3. Saint Kitts i Nevis (139) 4. Surinam (141) 5. Nikaragua (151) 6. Dominikana (158) | 1. Grenada (189) 2. Barbados (162) 3. Gujana (166) 4. Saint Vincent i Grenadyny (167) 5. Bermudy (168) 6. Belize (170) | 1. Saint Lucia (176) 2. Portoryko (178) 3. Kuba (179) 4. Montserrat (183) 5. Dominika (184) 6. Kajmany (193) | 1. Bahamy (195) 2. Aruba (200) 3. Turks i Caicos (203) 4. Wyspy Dziewicze Stanów Zjednoczonych (207) 5. Brytyjskie Wyspy Dziewicze (208) 6. Anguilla (210) |

Legenda:
- Msc. – miejsce,
- M – liczba rozegranych meczów,
- W – mecze wygrane,
- R – mecze zremisowane,
- P – mecze przegrane,
- Br+ – bramki zdobyte,
- Br- – bramki stracone,
- Pkt. – punkty (3 za zwycięstwo, 1 za remis, 0 za porażkę)

### Grupa A
| Lp. | Drużyna                              | M | Mecze | Mecze | Mecze | Bramki | Bramki | Bramki | Pkt |
| Lp. | Drużyna                              | M | W     | R     | P     | +      | −      | +/−    | Pkt |
| --- | ------------------------------------ | - | ----- | ----- | ----- | ------ | ------ | ------ | --- |
| 1.  | Salwador                             | 4 | 3     | 1     | 0     | 13     | 1      | +12    | 10  |
| 2.  | Montserrat                           | 4 | 2     | 2     | 0     | 9      | 4      | +5     | 8   |
| 3.  | Antigua i Barbuda                    | 4 | 2     | 1     | 1     | 6      | 5      | +1     | 7   |
| 4.  | Grenada                              | 4 | 1     | 0     | 3     | 2      | 5      | −3     | 3   |
| 5.  | Wyspy Dziewicze Stanów Zjednoczonych | 4 | 0     | 0     | 4     | 0      | 15     | −15    | 0   |

### Grupa B
| Lp. | Drużyna | M | Mecze | Mecze | Mecze | Bramki | Bramki | Bramki | Pkt |
| Lp. | Drużyna | M | W     | R     | P     | +      | −      | +/−    | Pkt |
| --- | ------- | - | ----- | ----- | ----- | ------ | ------ | ------ | --- |
| 1.  | Kanada  | 4 | 4     | 0     | 0     | 27     | 1      | +26    | 12  |
| 2.  | Surinam | 4 | 3     | 0     | 1     | 15     | 4      | +11    | 9   |
| 3.  | Bermudy | 4 | 1     | 1     | 2     | 7      | 12     | −5     | 4   |
| 4.  | Aruba   | 4 | 1     | 0     | 3     | 3      | 19     | −16    | 3   |
| 5.  | Kajmany | 4 | 0     | 1     | 3     | 2      | 18     | −16    | 1   |

### Grupa C
| Lp. | Drużyna                    | M | Mecze | Mecze | Mecze | Bramki | Bramki | Bramki | Pkt |
| Lp. | Drużyna                    | M | W     | R     | P     | +      | −      | +/−    | Pkt |
| --- | -------------------------- | - | ----- | ----- | ----- | ------ | ------ | ------ | --- |
| 1.  | Curaçao                    | 4 | 3     | 1     | 0     | 15     | 1      | +14    | 10  |
| 2.  | Gwatemala                  | 4 | 3     | 1     | 0     | 14     | 0      | +14    | 10  |
| 3.  | Kuba                       | 4 | 2     | 0     | 2     | 7      | 3      | +4     | 6   |
| 4.  | Saint Vincent i Grenadyny  | 4 | 1     | 0     | 3     | 3      | 16     | −13    | 3   |
| 5.  | Brytyjskie Wyspy Dziewicze | 4 | 0     | 0     | 4     | 0      | 19     | −19    | 0   |

### Grupa D
| Lp. | Drużyna    | M | Mecze | Mecze | Mecze | Bramki | Bramki | Bramki | Pkt |
| Lp. | Drużyna    | M | W     | R     | P     | +      | −      | +/−    | Pkt |
| --- | ---------- | - | ----- | ----- | ----- | ------ | ------ | ------ | --- |
| 1.  | Panama     | 4 | 4     | 0     | 0     | 19     | 1      | +18    | 12  |
| 2.  | Dominikana | 4 | 2     | 1     | 1     | 8      | 4      | +4     | 7   |
| 3.  | Barbados   | 4 | 1     | 2     | 1     | 3      | 3      | 0      | 5   |
| 4.  | Dominika   | 4 | 1     | 1     | 2     | 5      | 4      | +1     | 4   |
| 5.  | Anguilla   | 4 | 0     | 0     | 4     | 0      | 23     | −23    | 0   |

### Grupa E
Reprezentacja Saint Lucia wycofała się z eliminacji.
| Lp. | Drużyna        | M | Mecze | Mecze | Mecze | Bramki | Bramki | Bramki | Pkt |
| Lp. | Drużyna        | M | W     | R     | P     | +      | −      | +/−    | Pkt |
| --- | -------------- | - | ----- | ----- | ----- | ------ | ------ | ------ | --- |
| 1.  | Haiti          | 3 | 3     | 0     | 0     | 13     | 0      | +13    | 9   |
| 2.  | Nikaragua      | 3 | 2     | 0     | 1     | 10     | 1      | +9     | 6   |
| 3.  | Belize         | 3 | 1     | 0     | 2     | 5      | 5      | 0      | 3   |
| 4.  | Turks i Caicos | 3 | 0     | 0     | 3     | 0      | 22     | −22    | 0   |

### Grupa F
| Lp. | Drużyna             | M | Mecze | Mecze | Mecze | Bramki | Bramki | Bramki | Pkt |
| Lp. | Drużyna             | M | W     | R     | P     | +      | −      | +/−    | Pkt |
| --- | ------------------- | - | ----- | ----- | ----- | ------ | ------ | ------ | --- |
| 1.  | Saint Kitts i Nevis | 4 | 3     | 0     | 1     | 8      | 2      | +6     | 9   |
| 2.  | Trynidad i Tobago   | 4 | 2     | 2     | 0     | 6      | 1      | +5     | 8   |
| 3.  | Portoryko           | 4 | 2     | 1     | 1     | 10     | 2      | +8     | 7   |
| 4.  | Gujana              | 4 | 1     | 0     | 3     | 4      | 8      | −4     | 3   |
| 5.  | Bahamy              | 4 | 0     | 1     | 3     | 0      | 15     | −15    | 1   |

## Druga runda
W drugiej rundzie zwycięzcy poszczególnych grup zagrają ze sobą mecz i rewanż. Zwycięzcy dwumeczów awansują do rundy finałowej.

### Mecze
| 12 czerwca 2021 22:00 CEST | Saint Kitts i Nevis | 0:4(0:3)Raport | Salwador · 3', 27' Rugamas · 20' Pérez · 64' (k.) Cerén | Warner Park Sporting Complex, Basseterre Sędzia: Kevin Morrison |
|                            |                     |                |                                                         |                                                                 |

| 16 czerwca 2021 03:00 CEST | Salwador · Pérez 24' · Mayen 87' | 2:0(1:0)Raport | Saint Kitts i Nevis | Estadio Cuscatlán, San Salvador Sędzia: Keylor Herrera |
|                            |                                  |                |                     |                                                        |

- Salwador wygrał w dwumeczu 6–0 i awansował do rundy finałowej.

| 12 czerwca 2021 23:00 CEST | Haiti | 0:1(0:1)Raport | Kanada · 14' Larin | Stade Sylvio Cator, Port-au-Prince Sędzia: John Pitti |
|                            |       |                |                    |                                                       |

| 16 czerwca 2021 03:00 CEST | Kanada · Duverger 46' (sam.) · Larin 74' · Hoilett 89' | 3:0(0:0)Raport | Haiti | SeatGeek Stadium, Bridgeview (USA) Sędzia: Rubiel Vazquez |
|                            |                                                        |                |       |                                                           |

- Kanada wygrała w dwumeczu 4–0 i awansowała do rundy finałowej.

| 13 czerwca 2021 01:00 CEST | Panama · Quintero 56' · Waterman 78' | 2:1(0:0)Raport | Curaçao · 87' Janga | Estadio Nacional de Panamá, Panama Sędzia: Jaime Herrera Bonilla |
|                            |                                      |                |                     |                                                                  |

| 16 czerwca 2021 02:00 CEST | Curaçao | 0:0(0:0)Raport | Panama | Ergilio Hato Stadium, Willemstad Sędzia: Marco Ortíz |
|                            |         |                |        |                                                      |

- Panama wygrała w dwumeczu 2–1 i awansowała do rundy finałowej.

## Runda finałowa
W rundzie finałowej zagrają zwycięzcy rundy drugiej oraz 5 najwyżej rozstawionych zespołów. Pierwsze trzy miejsca dają awans na Mistrzostwa Świata 2022. Drużyna z czwartego miejsca awansuje do baraży interkontynentalnych.
| Lp. | Drużyna           | M  | Mecze | Mecze | Mecze | Bramki | Bramki | Bramki | Pkt |
| Lp. | Drużyna           | M  | W     | R     | P     | +      | −      | +/−    | Pkt |
| --- | ----------------- | -- | ----- | ----- | ----- | ------ | ------ | ------ | --- |
| 1.  | Kanada            | 14 | 8     | 4     | 2     | 23     | 7      | +16    | 28  |
| 2.  | Meksyk            | 14 | 8     | 4     | 2     | 17     | 8      | +9     | 28  |
| 3.  | Stany Zjednoczone | 14 | 7     | 4     | 3     | 21     | 10     | +11    | 25  |
| 4.  | Kostaryka         | 14 | 7     | 4     | 3     | 13     | 8      | +5     | 25  |
| 5.  | Panama            | 14 | 6     | 3     | 5     | 17     | 19     | −2     | 21  |
| 6.  | Jamajka           | 14 | 2     | 5     | 7     | 12     | 22     | −10    | 11  |
| 7.  | Salwador          | 14 | 2     | 4     | 8     | 8      | 18     | −10    | 10  |
| 8.  | Honduras          | 14 | 0     | 4     | 10    | 7      | 26     | −19    | 4   |

## Strzelcy
13 goli
- Cyle Larin

9 goli
- Jonathan David

8 goli
- David Rugamas

7 goli
- Cecilio Waterman

6 goli
- Nigel Hasselbaink

5 goli
- Lucas Cavallini
- Alphonso Davies
- Lyle Taylor
- Gabriel Torres
- Christian Pulisic

4 gole
- Duckens Nazon
- Rolando Blackburn
- Ricardo Rivera
- Keithroy Freeman

3 gole
- Kane Crichlow
- Charlison Benschop
- Frantzdy Pierrot
- Michail Antonio
- Tajon Buchanan
- Junior Hoilett
- Raúl Jiménez
- Juan Barrera
- Aníbal Godoy
- Joshua Pérez
- Ricardo Pepi

2 gole
- Quinton Griffith
- Joshua John
- Emile Saimovici
- Carlos Bernárdez
- Juninho Bacuna
- Leandro Bacuna
- Kenji Gorré
- Michaël Maria
- Julian Wade
- Nowend Lorenzo
- Dorny Romero
- Saydrel Lewis
- Robin Betancourth
- Moisés Hernández
- Darwin Lom
- Luis Martínez
- Carnejy Antoine
- Brayan Moya
- Andre Gray
- Shamar Nicholson
- Atiba Hutchinson
- Mark-Anthony Kaye
- Celso Borges
- Joel Campbell
- Anthony Contreras
- Bryan Ruiz
- Onel Hernández
- Maikel Reyes
- Henry Martín
- Alexis Vega
- Adrian Clifton
- Ariagner Smith
- Jair Catuy
- Eric Davis
- Alberto Quintero
- Isaac Angking
- Darwin Cerén
- Jairo Henríquez
- Gerson Mayen
- Marvin Monterrosa
- Eriq Zavaleta
- Brenden Aaronson
- Weston McKennie
- Antonee Robinson
- Sheraldo Becker
- Shaquille Pinas

1 gol
- D’Andre Bishop
- Peter Byers
- Eugene Kirwan
- Terence Groothusen
- Niall Reid-Stephen
- Jesse August
- Deon McCaulay
- Deshawon Nembhard
- Jaylon Bather
- Kole Hall
- Dante Leverock
- Knory Scott
- Jarchinio Antonia
- Elson Hooi
- Anthony van den Hurk
- Rangelo Janga
- Brandley Kuwas
- Chad Bertrand
- Audel Laville
- Briel Thomas
- Luis Espinal
- Fran Núñez
- Domingo Peralta
- Manny Rodríguez
- Kadell Daniel
- Omari Glasgow
- Terence Vancooten
- Emery Welshman
- Rudy Barrientos
- Marvin Ceballos
- Gerardo Gordillo
- John Méndez
- Óscar Santis
- Jorge Vargas
- Ricardo Adé
- Derrick Etienne
- Steven Séance
- Jeppe Simonsen
- Alberth Elis
- Alexander López
- Kevin López
- Romell Quioto
- Ángel Tejeda
- Leon Bailey
- Oniel Fisher
- Daniel Johnson
- Ravel Morrison
- Kemar Roofe
- Jonah Ebanks
- Mark Ebanks
- Sam Adekugbe
- Zachary Brault-Guillard
- Theo Corbeanu
- Alistair Johnston
- Richie Laryea
- Jonathan Osorio
- Frank Sturing
- David Wotherspoon
- Óscar Duarte
- Keysher Fuller
- Jimmy Marín
- Gerson Torres
- Juan Pablo Vargas
- Cavafe
- Luis Paradela
- Dairon Reyes
- Uriel Antuna
- Edson Álvarez
- Sebastián Córdova
- Jesús Corona
- Rogelio Funes Mori
- Héctor Herrera
- Hirving Lozano
- Héctor Moreno
- Orbelín Pineda
- Jorge Sánchez
- Nathan Pond
- Rohan Ince
- Byron Bonilla
- Marvin Fletes
- Dshon Forbes
- Matias Belli Moldskred
- Richard Rodríguez
- Jorman Aguilar
- Andrés Andrade
- Azmahar Ariano
- Yoel Bárcenas
- Miguel Camargo
- Armando Cooper
- José Fajardo
- Freddy Gondola
- Francisco Palacios
- César Yanis
- Gerald Díaz
- Lester Hayes
- Jaden Servania
- Devin Vega
- Vinceroy Nelson
- Kimaree Rogers
- Romaine Sawyers
- Omari Sterling-James
- Oalex Anderson
- Zidane Sam
- Azinho Solomon
- Nelson Bonilla
- Cristian Gil
- Enrico Hernández
- Walmer Martinez
- Juan Carlos Portillo
- Alex Roldan
- Paul Arriola
- Sergiño Dest
- Jesús Ferreira
- Sebastian Lletget
- Timothy Weah
- Walker Zimmerman
- Roland Alberg
- Ryan Donk
- Florian Jozefzoon
- Gleofilo Vlijter
- Sheldon Bateau
- Levi García
- Khaleem Hyland
- Joevin Jones
- Duane Muckette
- Ryan Telfer

Gole samobójcze
- Tafari Smith (dla Panamy)
- Francois Croes (dla Surinamu)
- Briel Thomas (dla Panamy)
- Josué Duverger (dla Kanady)
- Denil Maldonado (dla Kanady)
- Javain Brown (dla Panamy)
- Adrian Mariappa (dla Kanady)
- Leonel Moreira (dla Stanów Zjednoczonych)
- Michael Murillo (dla Kanady)